# 2024년 하계 올림픽 가나 선수단
2024년 하계 올림픽 가나 선수단은 2024년 7월 26일부터 8월 11일까지 프랑스 파리에서 열린 2024년 하계 올림픽에 참가한 올림픽 가나 선수단이다.
이번 하계 올림픽은 가나의 16번째 하계 올림픽 출전이 된다. 가나는 아프리카 보이콧 때문에 1976년 몬트리올 올림픽에 참가하지 않았고, 미국이 주도한 보이콧에 가담한 1980년 모스크바 올림픽에도 참가하지 않았다.

## 출전 선수
| 종목 | 남자 | 여자 | 전체 |
| ---- | ---- | ---- | ---- |
| 수영 | 1    | 1    | 2    |
| 육상 | 5    | 1    | 6    |
| 전체 | 6    | 2    | 8    |

## 메달 집계
| 종목 | 1 | 2 | 3 | 합계 |
| 종목 | ' | ' | ' | '    |
| 종목 | ' | ' | ' | '    |
| 종목 | ' | ' | ' | '    |
| 합계 | ' | ' | ' | '    |

## 같이 보기
- 2024년 하계 올림픽